# ألفريد فينبوغاسون
ألفريد فينبوغاسون (مواليد 1 فبراير 1989) هو لاعب كرة قدم. يلعب مع منتخب آيسلندا لكرة القدم. سبق له أن لعب في بطولة أمم أوروبا لكرة القدم 2016 مع منتخب بلاده.
سجل الهدف الأول لمنتخب بلاده في بطولة كأس العالم لكرة القدم في مباراة المنتخب ضد الأرجنتين في 16 يونيو 2018.

## مسيرته الكروية
لعب ألفريد فينبوغاسون خلال مسيرته الاحترافية مع 7 أندية في خمسة عشر موسمًا وسجل خلالها 135 هدف ضمن 264 مباراة. حيث فاز في موسمين بالكأس وفي موسمين بالدوري.
خاض ألفريد فينبوغاسون مسيرته مع نادي بريدابليك في موسم 2008 واستمر معه طيلة ثلاثة مواسم، مشاركًا في 43 مباراة سجل خلالها 28 هدفًا. ثم انتقل إلى نادي لوكيرين في موسم 2010–11 ولمدة موسمين، حيث شارك في 22 مباراة سجل خلالها 4 أهداف. لينتقل بعدها إلى نادي هلسينغبورغ ما بين عامي 2012 و2013 لمدة موسم واحد، مشاركًا في 17 مباراة سجل خلالها 12 هدفًا. ثم انتقل إلى نادي هيرنفين في موسم 2012–13 ولمدة موسمين، مشاركًا في 62 مباراة سجل خلالها 53 هدفًا. هذا وانتقل لاحقًا إلى نادي ريال سوسيداد في موسم 2014–15 لمدة موسم واحد، مشاركًا في 25 مباراة سجل خلالها هدفين. ثم انتقل بعدها إلى نادي آوغسبورغ في موسم 2015–16 ليلعب معه خمسة مواسم، مشاركًا في 88 مباراة سجل خلالها 35 هدفًا.

## روابط خارجية
- ألفريد فينبوغاسون على موقع الاتحاد الدولي (مؤرشف)  (الإنجليزية)
- ألفريد فينبوغاسون على موقع الاتحاد الأوربي (الإنجليزية)
- ألفريد فينبوغاسون على موقع قاعدة بيانات كرة القدم.إي يو (الإنجليزية)
- ألفريد فينبوغاسون على موقع ناشيونال فوتبول تيمز (الإنجليزية)
- ألفريد فينبوغاسون على موقع Soccerbase.com (لاعب) (الإنجليزية)
- ألفريد فينبوغاسون على موقع Soccerway.com (الإنجليزية)
- ألفريد فينبوغاسون على موقع عالم كرة القدم.نت (الإنجليزية)
- ألفريد فينبوغاسون على موقع AS.com (الإسبانية)

ألفريد فينبوغاسون على فرق كرة القدم الوطنية.كوم